# Ramilə Yusubova
Ramilə Şahvələd qızı Yusubova (ur. 28 lipca 1987 w Tbilisi) – azerska judoczka.
Judo uprawia od 1998. W 2003 została mistrzynią Europy do lat 17 w wadze do 57 kg. W 2005 została wicemistrzynią kraju w wadze do 63 kg. W 2006 i 2009 zdobywała brąz na mistrzostwach Europy U23 w wadze do 57 kg. W 2008 zdobyła mistrzostwo kraju w wadze do 63 kg. W 2010 została brązową medalistką mistrzostw świata w wadze do 63 kg.
W 2012 wystartowała na igrzyskach olimpijskich w wadze do 63 kg. W pierwszej rundzie pokonała Turkmenkę Gülnar Haýytbaýewą przez waza-ari i yuko, natomiast w ⅛ finału przegrała z Koreanką Joung Da-woon przez ippon i w końcowej klasyfikacji zajęła 9. miejsce.